# Camí del Serrà
El Camí del Serrà és una pista rural del terme municipal de Sant Quirze Safaja, a la comarca del Moianès.
Arrenca de la carretera C-1413b al sud-est de Puigdolena, en el Collet de la Creu del Serrà. Des d'aquest lloc, arrenca cap al sud-est, passant de seguida ran de la capella de la Mare de Déu de la Divina Providència, i en 600 metres arriba a la masia del Serrà. Just abans d'arriba a la masia deixa al sud-oest el paratge del Rossinyoler.